# アンディ・グリーン (軍人)
アンディ・グリーン（Andy D. Green、1962年7月30日 - ）は、イギリスの空軍軍人、戦闘機パイロット、自動車ドライバー。OBE、BA RAF。

## 軍歴
1983年オクスフォード大学ウスター・カレッジ数学学科を首席で卒業後、入隊。パイロットとしてはF-4ファントム、トーネードF-3に乗り、その後は指揮官 (OC) となった。

## ドライバーとして
記録挑戦自動車スラストSSCのドライバーとして、1997年より自動車の速度記録を保持する。最新の記録は1227km/hである。
また、ディーゼル自動車での速度記録480km/hも有する。